# Metro de Ankara
El Metro de Ankara (turco: Ankara Metrosu) es uno de los componentes del sistema de transporte integrado que presta su servicio en Ankara, capital de Turquía. En la actualidad consta de cuatro líneas: una línea de metro ligero denominado Ankaray y tres líneas de metro: la línea (M1) Batıkent Metrosu entre Kızılay y el barrio de Batıkent inaugurada en diciembre de 1997, la línea (M2) Çayyolu Metrosu entre Kızılay y Koru inaugurada en febrero de 2014 y la línea (M3) Törekent Metrosu que se dirige desde Batıkent hasta OSB Törekent en el distrito de Sıncan que fue abierta al público en marzo de 2014 siendo la extensión de la línea M1 hacia el occidente. Este sistema incluye finalmente una nueva línea de Metrocable T1 Yenimahalle-Sentepe Teleferik Hattı. La red de autobuses EGO Otobüs, las líneas de metro, las ramas de teleférico y el Tren Suburbano de Ankara TCDD componen el sistema de transporte metropolitano de la capital turca.
Las líneas Ankaray y M1 transportaron en 2013 a 89.4 millones de pasajeros. El sistema es operado por la compañía "EGO" (abreviación de "Elektrik Gaz Otobüs") de la Alcaldía Metropolitana de Ankara.

## Medios de pago
La red integrada de transporte de la ciudad desde el 6 de julio de 2014 implantó un nuevo sistema de tarjetas de dos clases: inteligente y magnética. Las tarjetas magnéticas (Ankara Kart) se venden en quioscos y puntos de venta en las estaciones para los visitantes. Los residentes de la ciudad pueden acceder a tarjetas inteligentes que se tramitan en puntos de entrega autorizados y que son recargables en las taquillas automáticas de las estaciones. Las tarjetas son de tarifa plena (2 TL/pasaje) y reducida (1.5 TL/pasaje) según la categoría (se otorgan descuentos a estudiantes y docentes).
Se permite un máximo de 2 transferencias gratuitas entre los sistemas metro, Ankaray y autobús con las tarjetas personalizadas en un periodo de 75 minutos a partir de la primera validación. Si se valida dos veces en la misma estación, esta segunda validación tiene el costo de un pasaje de tarifa plena (2 TL). Las tarifas de las tarjetas magnéticas a julio de 2014 son

## Componentes

### EGO Otobüs
La primera red de autobuses para el transporte público fue inaugurada en 1944 dirigida por la Empresa de Autobuses de Ankara Ankara Otobüs İşletmesi reestructurada como EGO en 1950. Sin embargo no fue hasta 1996 cuando se acopló con el sistema de metro ligero y en 1998 con la línea moderna de metro. Al unificar 400 autobuses bajo el sello Ö.T.A. (Özel Toplu Taşıma Aracı) y 264 buses mercedes en 1999 ye l paso al sistema automático se dispuso el pago con la tarjeta integrada en todos los medios de transporte en 2001. Al cumplirse 10 años de la reestructuración, se definieron las 5 zonas de operación (Bölge) que identifica a las rutas en la actualidad: 1. Çankaya, 2. Yenimahalle, 3. Mamak, 4. Altındağ y 5. Sıncan y el oeste. A junio de 2014 cuenta con un efectivo de 1794 vehículos que funcionan en Ankara y su área metropolitana.

### Ankaray
La línea A1 de metro ligero Ankaray fue la primera en el transporte urbano férreo de la ciudad. Cuenta en la actualidad con 8,527 km de recorrido y 11 estaciones

### Línea M1

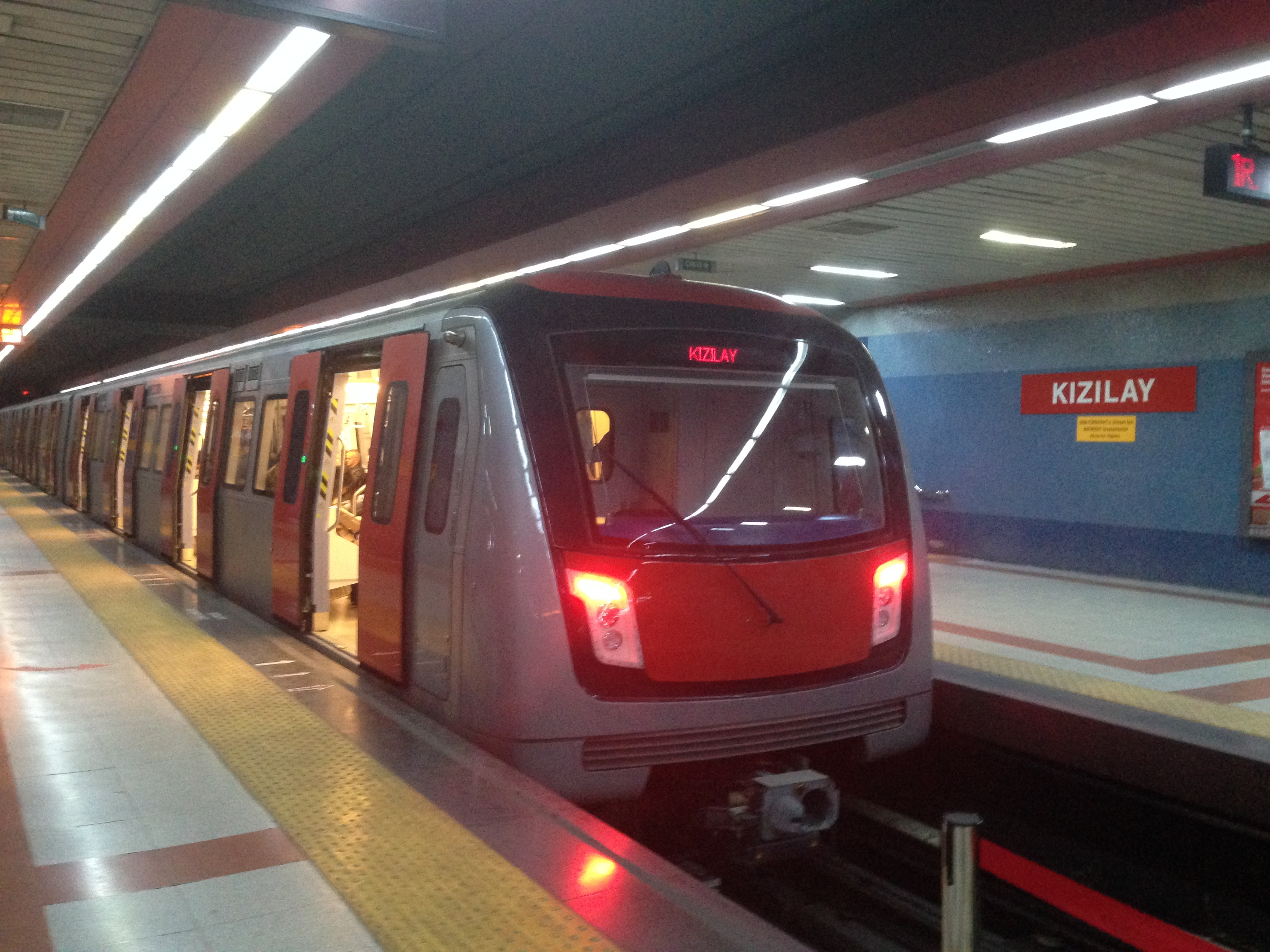
Línea M2 en la estación de Kızılay

La línea (M1) Batikent Metrosu funciona desde 1997 y circula entre Kızılay en el centro de la ciudad hasta la estación del barrio de Batıkent en el distrito de Yenimahalle al noroeste. La línea tiene una longitud de 14.7 km (6.5 km subterráneos, 4.5 km en superficie y 3.7 km en elevación) y 12 estaciones en servicio.
|  | Metro de Ankara Línea 1 |  |  |  |  |  |                        |
|  |                         |  |  |  |  |  | Batıkent               |
|  |                         |  |  |  |  |  |                        |
|  |                         |  |  |  |  |  |                        |
|  |                         |  |  |  |  |  |                        |
|  |                         |  |  |  |  |  | Ostim                  |
|  |                         |  |  |  |  |  |                        |
|  |                         |  |  |  |  |  | Macunköy               |
|  |                         |  |  |  |  |  |                        |
|  |                         |  |  |  |  |  | Hastane                |
|  |                         |  |  |  |  |  |                        |
|  |                         |  |  |  |  |  | Demetevler             |
|  |                         |  |  |  |  |  |                        |
|  |                         |  |  |  |  |  | Yenimahalle            |
|  |                         |  |  |  |  |  |                        |
|  |                         |  |  |  |  |  |                        |
|  |                         |  |  |  |  |  |                        |
|  |                         |  |  |  |  |  | İvedik                 |
|  |                         |  |  |  |  |  |                        |
|  |                         |  |  |  |  |  | Akköprü                |
|  |                         |  |  |  |  |  |                        |
|  |                         |  |  |  |  |  | Atatürk Kültür Merkezi |
|  |                         |  |  |  |  |  |                        |
|  |                         |  |  |  |  |  |                        |
|  |                         |  |  |  |  |  |                        |
|  |                         |  |  |  |  |  | Ulus                   |
|  |                         |  |  |  |  |  |                        |
|  |                         |  |  |  |  |  | Sıhhiye                |
|  |                         |  |  |  |  |  |                        |
|  |                         |  |  |  |  |  |                        |
|  |                         |  |  |  |  |  |                        |
|  |                         |  |  |  |  |  | Kızılay                |
|  |                         |  |  |  |  |  |                        |
|  |                         |  |  |  |  |  |                        |

### Línea M2
La línea (M2) Çayyolu Metrosu funciona desde febrero de 2014 y circula entre Kızılay en el centro de la ciudad hasta la estación de Koru en el barrio de Çayyolu al suroeste. La línea tiene una longitud de 18 km todos a nivel subterráneo y 16 nuevas estaciones.
|  | Metro de Ankara Línea 2 |  |  |  |  |  |                 |
|  |                         |  |  |  |  |  | Kızılay         |
|  |                         |  |  |  |  |  |                 |
|  |                         |  |  |  |  |  |                 |
|  |                         |  |  |  |  |  |                 |
|  |                         |  |  |  |  |  | Necatibey       |
|  |                         |  |  |  |  |  |                 |
|  |                         |  |  |  |  |  | Milli Kütüphane |
|  |                         |  |  |  |  |  |                 |
|  |                         |  |  |  |  |  | Söğütözü        |
|  |                         |  |  |  |  |  |                 |
|  |                         |  |  |  |  |  |                 |
|  |                         |  |  |  |  |  |                 |
|  |                         |  |  |  |  |  | MTA             |
|  |                         |  |  |  |  |  |                 |
|  |                         |  |  |  |  |  | ODTÜ            |
|  |                         |  |  |  |  |  |                 |
|  |                         |  |  |  |  |  | Bilkent         |
|  |                         |  |  |  |  |  |                 |
|  |                         |  |  |  |  |  | Tarım Bakanlığı |
|  |                         |  |  |  |  |  |                 |
|  |                         |  |  |  |  |  | Beytepe         |
|  |                         |  |  |  |  |  |                 |
|  |                         |  |  |  |  |  | Ümitköy         |
|  |                         |  |  |  |  |  |                 |
|  |                         |  |  |  |  |  | Çayyolu         |
|  |                         |  |  |  |  |  |                 |
|  |                         |  |  |  |  |  | Koru            |
|  |                         |  |  |  |  |  |                 |

### Línea M3
La línea (M3) Törekent Metrosu funciona desde marzo de 2014 y circula entre la estación de Batıkent del M1 hasta OSB Törekent en el distrito de Sıncan para cubrir el área metropolitana al oeste. Cuenta con 11 estaciones y 18 km de longitud completamente en elevación.
|  | Metro de Ankara Línea 3 |  |  |  |  |  |                    |
|  |                         |  |  |  |  |  | Batıkent           |
|  |                         |  |  |  |  |  |                    |
|  |                         |  |  |  |  |  |                    |
|  |                         |  |  |  |  |  |                    |
|  |                         |  |  |  |  |  | Batı Merkez        |
|  |                         |  |  |  |  |  |                    |
|  |                         |  |  |  |  |  | Mesa               |
|  |                         |  |  |  |  |  |                    |
|  |                         |  |  |  |  |  | Botanik            |
|  |                         |  |  |  |  |  |                    |
|  |                         |  |  |  |  |  | İstanbul Yolu      |
|  |                         |  |  |  |  |  |                    |
|  |                         |  |  |  |  |  | Eryaman 1-2        |
|  |                         |  |  |  |  |  |                    |
|  |                         |  |  |  |  |  | Eryaman 5          |
|  |                         |  |  |  |  |  |                    |
|  |                         |  |  |  |  |  | Devlet Mahallesi   |
|  |                         |  |  |  |  |  |                    |
|  |                         |  |  |  |  |  | Harikalar Diyarı   |
|  |                         |  |  |  |  |  |                    |
|  |                         |  |  |  |  |  | Fatih              |
|  |                         |  |  |  |  |  |                    |
|  |                         |  |  |  |  |  | Gaziosmanpaşa, GOP |
|  |                         |  |  |  |  |  |                    |
|  |                         |  |  |  |  |  | OSB-Törekent       |
|  |                         |  |  |  |  |  |                    |

### Metrocable
La línea de teleférico de tipo metrocable (T1) Yenimahalle-Şentepe Teleferik es la primera en ser construida en el país. Ha sido inaugurada el 20 de junio de 2014. Conecta a la estación de Yenimahalle de la línea M1 en el mismo distrito hasta el centro de Şentepe con un total de 4 estaciones. Su licitación comenzó en 2012 por el acuerdo 172 del Aynutamiento Metropolitano y su construcción en mayo de 2013. Puede movilizar hasta 2400 personas por hora y sentido. Cuenta 160 cabinas que hacen el viaje entre cada estación en 15 segundos y una longitud total de 3,567 km.
Estaciones
- Yenimahalle
- Yunus Emre
- TRT
- Şentepe Merkezi

### Vehículos
Los vehículos de las ramas M1 y M2 del Metro de Ankara son de AnsaldoBreda. Tienen un límite de velocidad operacional de 80 km/h y están equipados con freno regenerativo. Tiene 11 trenes en circulación de tres vagones cada uno. Posee una longitud total de 77 metros y capacidad máxima de 600 pasajeros.[cita requerida]

## Futuro del servicio

### Línea M4
La línea al norte (M4) Keçiören Metrosu que va desde Tandoğan hasta el distrito de Keçiören contará con 6 nuevas estaciones y 7.9 km de longitud. Su fecha de apertura fue definida para finales de 2014. De la estación de Atatürk Kültür Merkezi se desprende una nueva estación con destino a la Terminal de Tren de Alta Velocidad Hızlı Tren Gar.
|  | Metro de Ankara Línea 4 |  |  |  |  |  |                        |
|  |                         |  |  |  |  |  | Anadolu                |
|  |                         |  |  |  |  |  |                        |
|  |                         |  |  |  |  |  |                        |
|  |                         |  |  |  |  |  |                        |
|  |                         |  |  |  |  |  | EGO                    |
|  |                         |  |  |  |  |  |                        |
|  |                         |  |  |  |  |  | Atatürk Kültür Merkezi |
|  |                         |  |  |  |  |  |                        |
|  |                         |  |  |  |  |  |                        |
|  |                         |  |  |  |  |  |                        |
|  |                         |  |  |  |  |  | ASKİ                   |
|  |                         |  |  |  |  |  |                        |
|  |                         |  |  |  |  |  | Dışkapı                |
|  |                         |  |  |  |  |  |                        |
|  |                         |  |  |  |  |  | Meteoroloji            |
|  |                         |  |  |  |  |  |                        |
|  |                         |  |  |  |  |  | Belediye               |
|  |                         |  |  |  |  |  |                        |
|  |                         |  |  |  |  |  | Mecidiye               |
|  |                         |  |  |  |  |  |                        |
|  |                         |  |  |  |  |  | Kuyubaşı               |
|  |                         |  |  |  |  |  |                        |
|  |                         |  |  |  |  |  | Dutluk                 |
|  |                         |  |  |  |  |  |                        |
|  |                         |  |  |  |  |  | Gazino                 |
|  |                         |  |  |  |  |  |                        |

### Línea M5
La quinta línea de metro (M5) Esenboğa Metrosu entre Kızılay y el Aeropuerto Internacional Esenboğa ha sido propuesta como la sexta línea de metro de la ciudad. El 12 de agosto de 2011, la Asamblea Metropolitana de Ankara autorizó a la Dirección General de EGO para comenzar las obras. El alcalde metropolitano Melih Gökçek seguró que la operación iniciaría luego de conclusión oficial de la línea M4. Contaría con las estaciones de:
- Kızılay
- Sıhhiye
- Ulus
- Bentderesi
- Dışkapı
- Altınpark
- Hasköy
- Yeşiltepe
- Aktepe
- Kuzey Ankara
- Pursaklar-1
- Pursaklar-2
- Saray
- Ülker Fabrikası
- Fuar Alanı
- Esenboğa Havalimanı